# Maria Alexandrovna Petrova
Maria Petrova Alexandrovna (Moscú, Unión Soviética, 15 de mayo de 1978) conocida como la «maníaca de Zyuzinskaya», es una asesina rusa que cometió dos asesinatos y cuatro intentos de asesinato, principalmente en el área metropolitana de Zyuzino en Moscú. Sus crímenes hasta cierto punto fueron inéditos en la práctica criminal de Rusia.

## Biografía
María nació en 1978 en Moscú. Cuando era niña, los médicos diagnosticaron a la niña con un trastorno esquizotípico de la personalidad, trabajó como maestra y enseñó educación física en una de las escuelas técnicas en Moscú.
Maria Petrova nadaba desde pequeña, psicológicamente era poco comunicativa y cerrada, según su propia declaración, fue violada y el violador era un hombre joven. Después de que fuera abusada sexualmente en el trabajo por un colega anciano, sintió un profundo odió hacia todos los hombres.

## Actividad criminal
El 1 de marzo de 2002 , Petrova mató a Serguéi Makariev, de 20 años, con dos golpes de cuchillo, posteriormente, lo acusó de acoso por su parte, pero los testigos no lo vieron y el asesinato tuvo lugar en la parada de autobús Teatro Shalom cerca de la estación de metro Varsovia.
El 27 de marzo, en la calle Sivashskaya, mató al pensionista Nikolai Zhabin, de 60 años, degollando, posteriormente, realizó tres asaltos más con intención de asesinato (todas las víctimas sobrevivieron), también fue sospechosa de otro ataque pero no fue imputada por falta de pruebas. Todos los ataques se llevaron a cabo de la misma forma: puñaladas en el peritoneo y el cuello. pronto fue descubierta y arrestada, la detención se realizó la noche del 23 de abril de 2002, finalmente fue acusada del asesinato de dos y el intento de asesinato de tres personas.